# Петров Вал (станция)
Петров Вал — узловая железнодорожная станция Волгоградского региона Приволжской железной дороги, находится в городе Петров Вал Камышинского района Волгоградской области, на узле линий Саратов — Волгоград и Тамбов — Камышин.
На станции расположено локомотивное депо Петров Вал.

## История
В августе 1942 года после ввода в строй новой линии Иловля — Петров Вал (136 км) работники Юго-Восточной железной дороги (начальник дороги А. П. Молчанов) и личный состав органов военных сообщений Сталинградского фронта организовали одностороннее замкнутое движение по маршруту Поворино — Арчеда — Иловля — Петров Вал — Балашов, что позволило значительно ускорить продвижение воинских поездов.

## Сообщение по станции
По графику 2021 года через станцию курсируют следующие поезда:

### Пригородное сообщение
| № поезда | Маршрут движения               | № поезда | Маршрут движения               |
| -------- | ------------------------------ | -------- | ------------------------------ |
| 6501     | Камышин I — Петров Вал         | 6502     | Петров Вал — Камышин I         |
| 6509     | Камышин I — Петров Вал         | 6510     | Петров Вал — Камышин I         |
| 6511     | Камышин I — Петров Вал         | 6512     | Петров Вал — Камышин I         |
| 6521     | Петров Вал — Ильмень           | 6522     | Ильмень — Петров Вал           |
| 6523     | Петров Вал — Ильмень           | 6524     | Ильмень — Петров Вал           |
| 6525     | Петров Вал — Елань Камышинская | 6526     | Елань Камышинская — Петров Вал |
| 6813     | Качалино — Петров Вал          | 6812     | Петров Вал — Качалино          |

По состоянию на январь 2023 года, пригородные поезда на Камышин не ходят. Прямые электропоезда до Волгограда следуют пять раз в неделю, по будням одна пара поездов Петров Вал — Ильмень.

### Круглогодичные поезда дальнего следования
| № поезда | Маршрут движения               | № поезда | Маршрут движения               |
| -------- | ------------------------------ | -------- | ------------------------------ |
| 13       | Адлер — Саратов                | 14       | Саратов — Адлер                |
| 45       | Кисловодск — Екатеринбург      | 46       | Екатеринбург — Кисловодск      |
| 59       | Кисловодск — Новокузнецк       | 60       | Новокузнецк — Кисловодск       |
| 97       | Кисловодск — Тында             | 98       | Тында — Кисловодск             |
| 107      | Волгоград — Нижневартовск      | 108      | Нижневартовск — Волгоград      |
| 127      | Адлер — Красноярск             | 128      | Красноярск — Адлер             |
| 129      | Анапа — Красноярск             | 130      | Красноярск — Анапа             |
| 141      | Симферополь — Пермь            | 142      | Пермь — Симферополь            |
| 339      | Новороссийск — Нижний Новгород | 340      | Нижний Новгород — Новороссийск |
| 345      | Адлер — Нижневартовск          | 346      | Нижневартовск — Адлер          |
| 353      | Адлер — Пермь                  | 354      | Пермь — Адлер                  |
| 379      | Камышин — Москва               | 380      | Москва — Камышин               |
| 407      | Адлер — Челябинск              | 408      | Челябинск — Адлер              |

### Сезонные поезда дальнего следования
| № поезда | Маршрут движения               | № поезда | Маршрут движения               |
| -------- | ------------------------------ | -------- | ------------------------------ |
| 205      | Анапа — Иркутск                | 206      | Иркутск — Анапа                |
| 213      | Ростов-на-Дону — Саратов       | 214      | Саратов — Ростов-на-Дону       |
| 229      | Анапа — Северобайкальск        | 230      | Северобайкальск — Анапа        |
| 235      | Анапа — Тында                  | 236      | Тында — Анапа                  |
| 241      | Адлер — Иркутск                | 242      | Иркутск — Адлер                |
| 243      | Анапа — Новокузнецк            | 244      | Новокузнецк — Анапа            |
| 251      | Адлер — Барнаул                | 252      | Барнаул — Адлер                |
| 269      | Адлер — Чита                   | 270      | Чита — Адлер                   |
| 273      | Адлер — Северобайкальск        | 274      | Северобайкальск — Адлер        |
| 451      | Адлер — Ижевск                 | 452      | Ижевск — Адлер                 |
| 453      | Новороссийск — Уфа             | 454      | Уфа — Новороссийск             |
| 455      | Новороссийск — Челябинск       | 456      | Челябинск — Новороссийск       |
| 457      | Анапа — Челябинск              | 458      | Челябинск — Анапа              |
| 461      | Адлер — Уфа                    | 462      | Уфа — Адлер                    |
| 463      | Адлер — Челябинск              | 464      | Челябинск — Адлер              |
| 469      | Новороссийск — Саратов         | 470      | Саратов — Новороссийск         |
| 491      | Адлер — Казань                 | 492      | Казань — Адлер                 |
| 493      | Анапа — Ульяновск              | 494      | Ульяновск — Анапа              |
| 503      | Анапа — Уфа                    | 504      | Уфа — Анапа                    |
| 505      | Имеретинский курорт — Саратов  | 506      | Саратов — Имеретинский курорт  |
| 509      | Новороссийск — Казань          | 510      | Казань — Новороссийск          |
| 515      | Анапа — Ижевск                 | 516      | Ижевск — Анапа                 |
| 519      | Анапа — Орск                   | 520      | Орск — Анапа                   |
| 521      | Новороссийск — Приобье         | 522      | Приобье — Новороссийск         |
| 525      | Анапа — Саратов                | 526      | Саратов — Анапа                |
| 537      | Адлер — Уфа                    | 538      | Уфа — Адлер                    |
| 587      | Анапа — Самара                 | 588      | Самара — Анапа                 |
| 589      | Адлер — Тюмень — Новый Уренгой | 590      | Новый Уренгой — Тюмень — Адлер |